# Federico VI de Suabia
Federico VI de Hohenstaufen (febrero 1167 en Modigliana-20 de enero de 1191 en Acre) fue duque de Suabia.

## Biografía
Fue el tercer hijo del emperador Federico I Barbarroja y su segunda esposa Beatriz de Borgoña y hermano de Enrique VI, emperador del Sacro Imperio Romano. 
Bautizado con el nombre de Conrado, a la edad de tres años, la muerte de su hermano, el primogénito de los varones, el duque de Suabia, Federico V, tomó el título de duque de Suabia, asumiendo el nombre de Federico VI.
Durante las celebraciones por la paz de Constanza, que se celebró en Maguncia, el 20 de mayo de 1184 (Domingo de Pentecostés), Federico y su hermano Enrique, recibieron la investidura de caballero.
Federico se convirtió en cruzado el 27 de marzo de 1188, en Maguncia, junto con otros nobles y obispos, entre ellos el duque de Austria, Leopoldo V, siguiendo el ejemplo de su padre, el emperador Federico I.
En junio de 1188, tras cruzar los Pirineos, participó en la ceremonia donde Alfonso VIII de Castilla, en Carrión investiría a Alfonso IX caballero. En la misma ceremonia fue armado caballero el príncipe Conrado de Suabia, hijo del emperador Federico Barbarroja del Sacro Imperio Romano Germánico. El príncipe había venido con el objetivo de desposar la infanta Berenguela, hija de Alfonso VIII, algo que no pudo hacer debido a la oposición de esta.
El ejército alemán partió hacia la cruzada desde Ratisbona en mayo de 1189, luego a través de Hungría, deteniéndose en Esztergom, en la corte del rey húngaro Bela III. Durante la parada se acordó el matrimonio entre Federico y la hija de Bela III, Constanza de Hungría, pero el matrimonio nunca se llegó a celebrar porque la novia tenía menos de 10 años.
El 10 de junio de 1190, la muerte del emperador Federico llevó a su ejército al caos. Sin comandante, presas del pánico y atacados desde todos los lados por los turcos, muchos alemanes fueron asesinados o desertaron. Federico VI de Suabia, tomó el mando y continuó con los soldados restantes, con el objetivo de dar entierro al emperador en Jerusalén, pero los esfuerzos para preservar el cadáver usando vinagre fallaron, así que la carne de Federico Barbarroja fue enterrada en la iglesia de San Pedro de Antioquía de Siria, los huesos en la catedral de Tiro y el corazón y las entrañas en Tarso. Sólo 5.000 soldados, una pequeña fracción del ejército que había salido de Alemania, llegaron a Acre, a finales de 1190. 
Federico VI murió de malaria, en enero de 1191, durante el Asedio de Acre. Después de su muerte, sin herederos, el título de duque de Suabia pasó a su hermano, Conrado.